# Lancer du marteau féminin aux championnats du monde d'athlétisme 2015
Navigation
Moscou 2013 Londres 2017
L'épreuve du lancer du marteau féminin des championnats du monde de 2015 a lieu les 26 et 27 août 2015 dans le Stade national, le stade olympique de Pékin. Elle est remportée par la Polonaise Anita Włodarczyk.

## Records et performances

### Records
Les records du lancer du marteau femmes (mondial, des championnats et par continent) étaient avant les championnats 2015 les suivants :  
| Record                    | Athlète           | Pays      | Distance | Lieu                | Date             |
| ------------------------- | ----------------- | --------- | -------- | ------------------- | ---------------- |
| Record du monde           | Anita Włodarczyk  | Pologne   | 81,01 m  | Władysławowo        | 1er août 2015    |
| Record des championnats   | Tatyana Lysenko   | Russie    | 78,80 m  | Moscou              | 16 août 2013     |
| Record d'Afrique          | Amy Sène          | Sénégal   | 69,70 m  | Forbach             | 25 mai 2014      |
| Record d'Asie             | Wang Zheng        | Chine     | 74,86 m  | Chengdu             | 29 mars 2014     |
| Record d'Amérique du Nord | Yipsi Moreno      | Cuba      | 76,62 m  | Zagreb              | 9 septembre 2008 |
| Record d'Amérique du Sud  | Jennifer Dahlgren | Argentine | 72,94 m  | Athens              | 13 avril 2007    |
| Record d'Europe           | Anita Włodarczyk  | Pologne   | 81,01 m  | Władysławowo        | 1er août 2015    |
| Record d'Océanie          | Bronwyn Eagles    | Australie | 71,12 m  | Adelaide, Australie | 6 février 2003   |

## Engagées
Pour se qualifier, il faut avoir réalisé au moins 70,00 m entre le 1er octobre 2014 et le 10 août 2015.

## Médaillées
| Or               | Argent       | Bronze              |
| Anita Włodarczyk | Zhang Wenxiu | Alexandra Tavernier |

## Résultats

### Finale
| Rang               | Athlète             | Pays        | Essais  | Essais  | Essais  | Essais  | Essais  | Essais  | Marque  | Notes |
| Rang               | Athlète             | Pays        | 1       | 2       | 3       | 4       | 5       | 6       | Marque  | Notes |
| ------------------ | ------------------- | ----------- | ------- | ------- | ------- | ------- | ------- | ------- | ------- | ----- |
| Médaille d'or      | Anita Włodarczyk    | Pologne     | 74,40 m | 78,52 m | 80,27 m | 80,85 m | 79,31 m | x       | 80,85 m | CR    |
| Médaille d'argent  | Zhang Wenxiu        | Chine       | 73,47 m | 75,92 m | 73,65 m | 76,33 m | 69,93 m | 72,99 m | 76,33 m | SB    |
| Médaille de bronze | Alexandra Tavernier | France      | 74,02 m | 69,59 m | x       | 67,83 m | 69,93 m | 70,60 m | 74,02 m |       |
| 4                  | Sophie Hitchon      | Royaume-Uni | 71,20 m | 71,44 m | 73,65 m | 71,06 m | 72,10 m | 73,86 m | 73,86 m | NR    |
| 5                  | Zheng Wang          | Chine       | 72,92 m | 68,80 m | x       | x       | 71,50 m | 73,83 m | 73,83 m |       |
| 6                  | Kathrin Klaas       | Allemagne   | 70,61 m | 72,72 m | 73,13 m | 72,65 m | 71,64 m | 73,18 m | 73,18 m | SB    |
| 7                  | Betty Heidler       | Allemagne   | 69,33 m | 72,56 m | 72,24 m | 72,35 m | 71,22 m | 69,85 m | 72,56 m |       |
| 8                  | Zalina Marghieva    | Moldavie    | 72,15 m | 72,20 m | 72,38 m | x       | 71,87 m | x       | 72,38 m |       |
| 9                  | Amanda Bingson      | États-Unis  | 72,35 m | 68,86 m | x       |         |         |         | 72,35 m | SB    |
| 10                 | Alena Sobaleva      | Biélorussie | 63,52 m | 67,80 m | 70,09 m |         |         |         | 70,09 m |       |
| 11                 | Rosa Rodríguez      | Venezuela   | x       | x       | 67,78 m |         |         |         | 67,78 m |       |
|                    | Amber Campbell      | États-Unis  | x       | x       | x       |         |         |         | NM      |       |

### Qualifications
Qualification : 72,50 m (Q) ou au moins les douze meilleurs lancers (q).
| Rang | Groupe | Athlète             | Nationalité | Essai 1 | Essai 2 | Essai 3 | Résultat | Notes |
| ---- | ------ | ------------------- | ----------- | ------- | ------- | ------- | -------- | ----- |
| 1    | A      | Anita Włodarczyk    | Pologne     | 75,01 m |         |         | 75,01 m  | Q     |
| 2    | A      | Alexandra Tavernier | France      | 74,39 m |         |         | 74,39 m  | Q, PB |
| 3    | A      | Wang Zheng          | Chine       | 69,85 m | 73,06 m |         | 73,06 m  | Q     |
| 4    | B      | Zhang Wenxiu        | Chine       | 72,92 m |         |         | 72,92 m  | Q, SB |
| 5    | B      | Zalina Marghieva    | Moldavie    | 72,29 m | –       | –       | 72,29 m  | q     |
| 6    | B      | Amber Campbell      | États-Unis  | 72,06 m | –       | –       | 72,06 m  | q     |
| 7    | A      | Kathrin Klaas       | Allemagne   | 71,38 m | 71,41 m | 67,81 m | 71,41 m  | q     |
| 8    | A      | Sophie Hitchon      | Royaume-Uni | x       | 71,07 m | x       | 71,07 m  | q     |
| 9    | B      | Betty Heidler       | Allemagne   | 69,80 m | 70,60 m | 69,61 m | 70,60 m  | q     |
| 10   | A      | Rosa Rodriguez      | Venezuela   | 70,57 m | x       | x       | 70,57 m  | q     |
| 11   | A      | Amanda Bingson      | États-Unis  | 66,99 m | x       | 69,99 m | 69,99 m  | q     |
| 12   | A      | Alena Sobaleva      | Biélorussie | 68,66 m | x       | 69,86 m | 69,86 m  | q     |
| 13   | B      | Sultana Frizell     | Canada      | 69,66 m | 67,54 m | 69,37 m | 69,66 m  |       |
| 14   | A      | Malwina Kopron      | Pologne     | 69,53 m | 66,13 m | 67,85 m | 69,53 m  |       |
| 15   | B      | Yirisleydi Ford     | Cuba        | x       | 67,92 m | 69,43 m | 69,43 m  |       |
| 16   | B      | Martina Hrašnová    | Slovaquie   | 68,80 m | 67,28 m | 67,63 m | 68,80 m  |       |
| 17   | B      | Joanna Fiodorow     | Pologne     | 68,72 m | x       | x       | 68,72 m  |       |
| 18   | A      | Deanna Price        | États-Unis  | x       | x       | 68,69 m | 68,69 m  |       |
| 19   | B      | Réka Gyurátz        | Hongrie     | 64,94 m | 68,26 m | 65,37 m | 68,26 m  |       |
| 20   | B      | Kıvılcım Kaya       | Turquie     | 67,98 m | x       | 66,98 m | 67,98 m  |       |
| 21   | B      | Jennifer Dahlgren   | Argentine   | 66,89 m | 67,68 m | x       | 67,68 m  |       |
| 22   | A      | Liu Tingting        | Chine       | x       | 66,48 m | 67,07 m | 67,07 m  |       |
| 23   | B      | Hanna Skydan        | Azerbaïdjan | 66,91 m | x       | 66,82 m | 66,91 m  |       |
| 24   | B      | Silvia Salis        | Italie      | 64,43 m | x       | 66,80 m | 66,80 m  |       |
| 25   | A      | Marina Nichișenco   | Moldavie    | x       | 66,63 m | x       | 66,63 m  |       |
| 26   | B      | Tracey Andersson    | Suède       | x       | 65,28 m | 65,99 m | 65,99 m  |       |
| 27   | A      | Iryna Novozhylova   | Ukraine     | 65,65 m | 65,17 m | 61,93 m | 65,65 m  |       |
| 28   | A      | Éva Orbán           | Hongrie     | 64,57 m | x       | x       | 64,57 m  |       |
| 29   | B      | Laura Redondo       | Espagne     | 62,46 m | 63,86 m | 63,45 m | 63,86 m  |       |
| 30   | A      | Tereza Králová      | Tchéquie    | 61,13 m | 61,39 m | x       | 61,39 m  |       |
|      | B      | Alena Krechyk       | Biélorussie | x       | x       | x       | NM       |       |

## Légende
Records et Performances
- AR : Record continental (area record)
- CR : Record des championnats (championship record)
- MR : Record du meeting (meet record)
- NR : Record national (national record)
- OR : Record olympique (olympic record)
- PR : Record paralympique (paralympic record)
- PB : Record personnel (personal best)
- SB : Meilleure performance personnelle de la saison (season's best)
- WL : Meilleure performance mondiale de l'année (world leader)
- WJR : Record du monde junior (world junior record)
- WR : Record du monde (world record)

Circonstances et Conditions
- DNF : N'a pas terminé (did not finish)
- DNS : N'a pas pris le départ (did not start)
- DQ : Disqualification (disqualification)
- NM : Aucun essai valable enregistré (No Mark)
- Q : Qualifié « directement » au prochain tour (ou à la prochaine compétition), lors d'une compétition majeure, grâce au classement ou à la réalisation des minima (automatic qualifier)
- q : Qualifié au prochain tour (ou à la prochaine compétition), lors d'une compétition majeure, grâce au repêchage ou à la réalisation de l'une des meilleures performances parmi celles des « non qualifiés directement » (grâce au meilleur temps ou à la meilleure distance par exemple) (secondary qualifier)